# Rodney Hall
Rodney Hall (Solihull, Reino Unido, 18 de noviembre de 1935) es un escritor australiano.

## Biografía
Nacido en Solihull, Warwickshire, Inglaterra, Hall llegó a Australia de niño después de la Segunda Guerra Mundial y estudió en la Universidad de Queensland en 1971 después de haber abandonado los estudios a los dieciséis años. En los años 1960, Hall comenzó a trabajar como escritor independiente y como crítico de libros y películas. También trabajó como actor, y a menudo fue contratado por la Comisión Australiana de Radiodifusión en Brisbane. Entre 1967 y 1978 fue el editor de poesía de The Australian. Comenzó a publicar poesía en los años 1970 y desde entonces ha publicado doce poemarios, trece novelas, entre ellas Just Relations y The Island in the Mind, dos biografías, los textos de tres libros de fotografía, además de un libro de viajes sobre Australia, un libreto y una obra de teatro. Sus obras se han editado en los Estados Unidos, Reino Unido, Australia y Canadá, y han sido traducidas al alemán, francés, danés, sueco, español, portugués, chino y coreano.
De 1991 a 1994, fue presidente del Consejo Australiano para las Artes y ha recibido varios premios, entre ellos el Miles Franklin Literary Award (en dos ocasiones) y la Australian Literature Society Gold Medal. Está en posesión de la Orden de Australia y es doctor honoris causa por la Universidad de Queensland.